# 피아그돈강

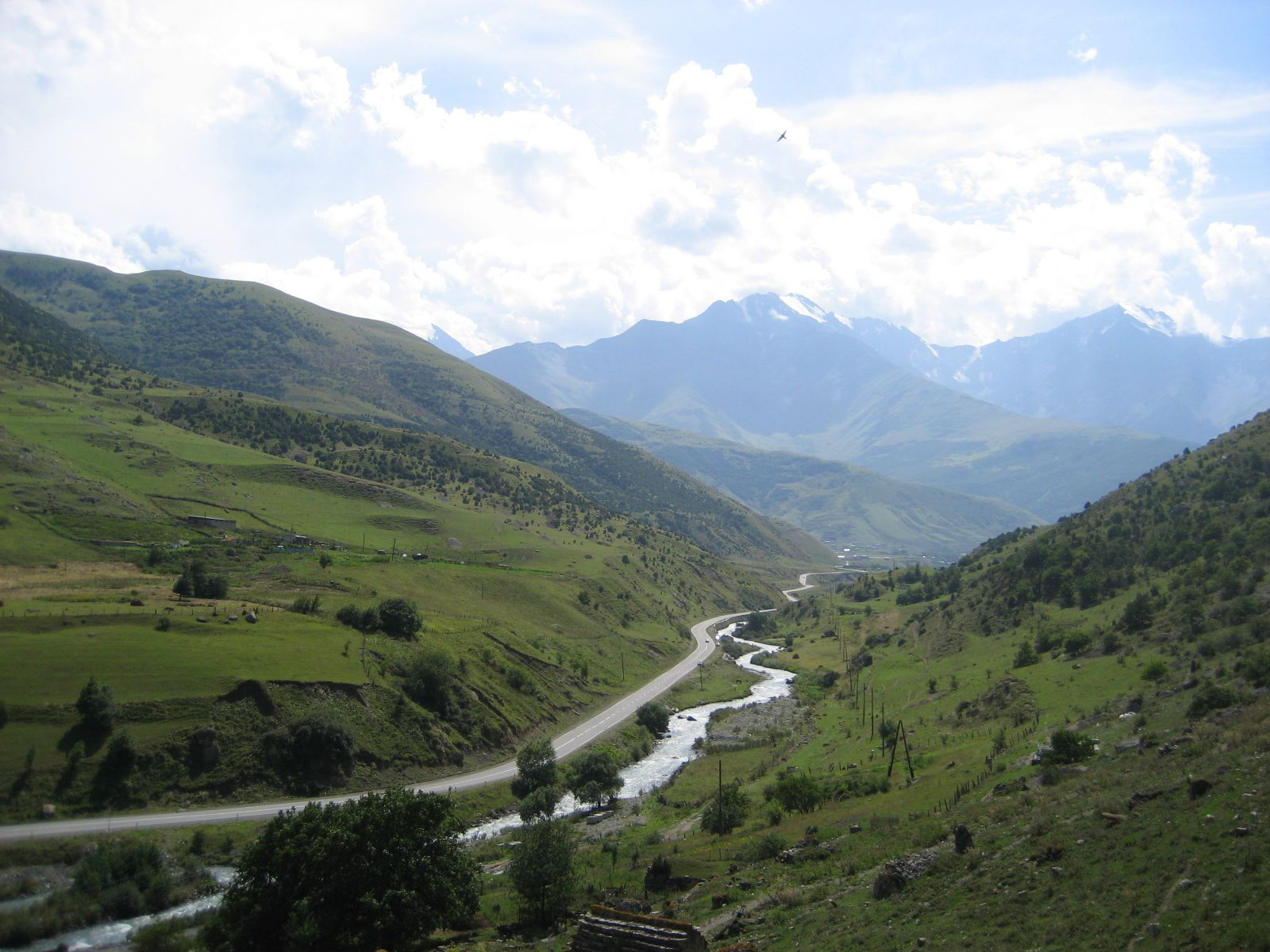
피아그돈강

피아그돈강(러시아어: Фиагдо́н, 오세트어: Фыййагдон)은 북오세티야 공화국을 흐르는 강이며, 테레크강의 지류이기도 하다.